# Маевич, Виталий Степанович
Вита́лий Степа́нович Мае́вич (рум. Vitali Maevici; 3 февраля 1976, Молдавская ССР) — молдавский футболист, защитник. Выступал за сборную Молдавии.

## Карьера

### Клубная
В 1992 году подписал контракт с украинским клубом «Сокол» Золочев, за который провёл один матч в Кубке Украины. Далее играл за «Нистру» Атаки и «Шериф». В 1999 году перешёл в «Уралан», за который в чемпионате России дебютировал 14 августа в выездном матче 20-го тура против «Торпедо». В следующем сезоне перешёл в «Аланию», за которую в чемпионате России дебютировал 15 июля 2000 года в домашнем матче 17-го тура против «Ротора». Далее играл за «Нистру». С 2003 года по 2009 годы играл за любительские клубы Украины.

### В сборной
С 1998 по 2001 годы выступал за национальную сборную Молдавии, провёл 5 матчей, забитыми мячами не отметился.